# دوتشلاند (قارب)

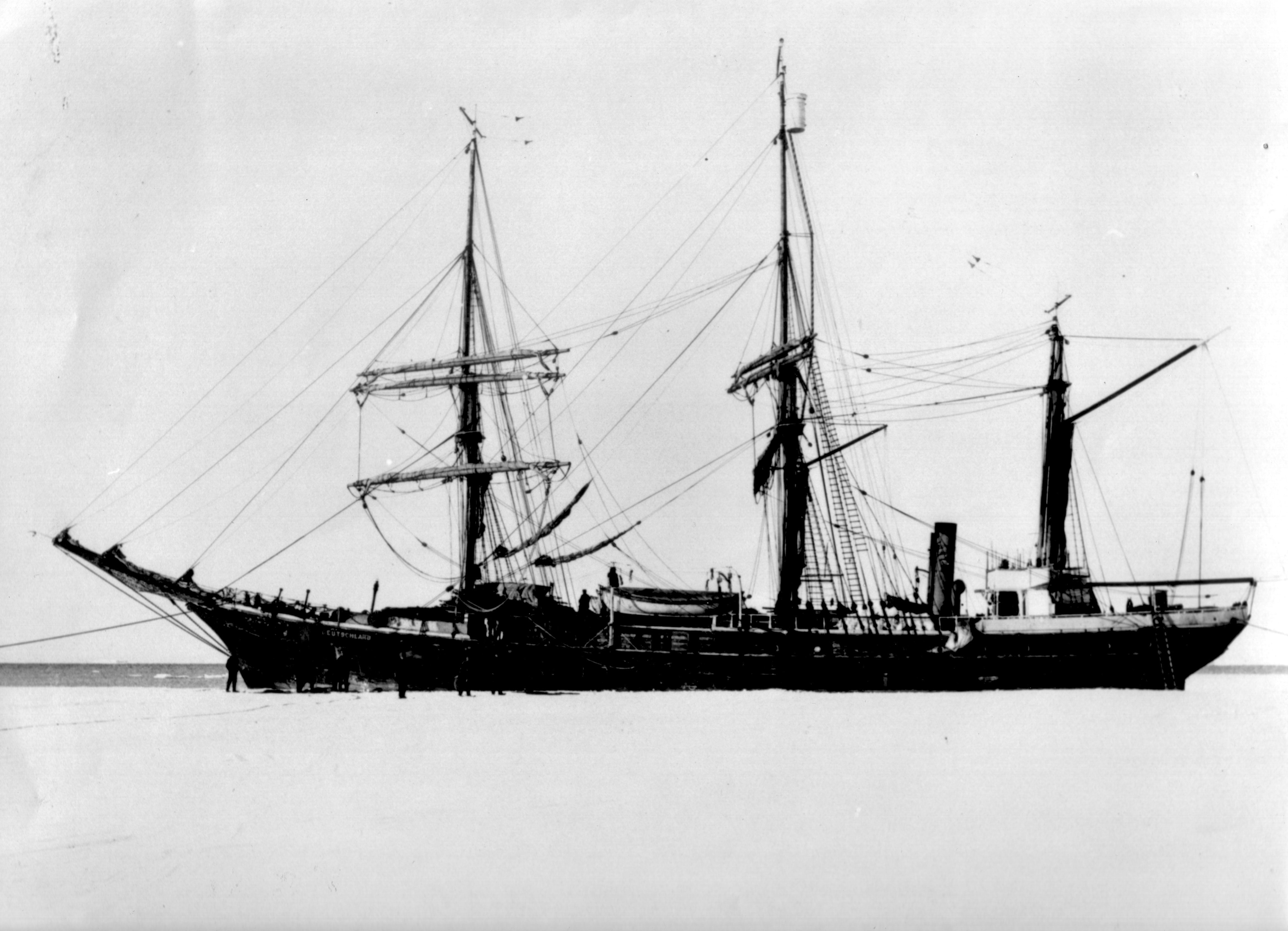

دويتشلاند (تعني الإمبراطورية الألمانية في الألمانية) هي سفينة بنيت في النرويج خصيصا لتبحر في المناطق القطبية.
بنيت السفينة تحت اسم بيورن وتم شراؤها من قبل فيلهلم فيلشنر بمساعدة ارنست شاكلتون، أوتو نوردنسكيولد وفريدجوف نانسن ليتم استخدامها أثناء بعثة فيلشنر في أنتاركتيكا بين عامي 1911 و1912. اعتقد فيلتشنر أن القارة كانت مشكلة من جزيرتين منفصلتين، وأمل عبورهما على متن دوتشلاند.
حين وصلت السفينة إلى بحر ويديل حوصرت بالجليد في 7 مارس 1912 في 73°19′S 30°16′W / 73.317°S 30.267°W ولم تتحرر الا في 26 نونبر في 63°37′S 36°34′W / 63.617°S 36.567°W.
مرة أخرى في ألمانيا، بيعت السفينة لالإمبراطورية النمساوية لدورها في رحلة جديدة في أنتاركتيكا وسميت Österreich (النمسا باللغة الألمانية). في آب/أغسطس 1914، حين كانت على استعداد للإبحار من ميناء تريستا، توقفت قبل أندلاع الحرب العالمية الأولى.
بيعت السفينة لشركة النقل البحري في تريستا في مطلع عام 1918.

## وصلات خارجية
- "Scheda della nave Deutschland" (بالإنجليزية). Archived from the original on 2015-08-15. Retrieved 14-09-07. {{استشهاد ويب}}: تحقق من التاريخ في: |تاريخ الوصول= (help)
- "Alcune informazioni sulla Deutschland" (بالإنجليزية). Archived from the original on 2021-06-08. Retrieved 14-09-07. {{استشهاد ويب}}: تحقق من التاريخ في: |تاريخ الوصول= (help)